# Convent
Convent – jednostka osadnicza w Stanach Zjednoczonych, w stanie Luizjana, siedziba administracyjna parafii St. James.